# Береза, Юрий Николаевич
Ю́рий Никола́евич Береза́ (род. 8 февраля 1970, Саксагань, Днепропетровская область, Украинская ССР , СССР) – украинский военный, командир полка специального назначения «Днепр-1» Главного управления Министерства внутренних дел Украины в Днепропетровской области, сформированного из добровольцев; также возглавляет полк и штаб национальной защиты Днепропетровской области. Народный депутат Украины VIII созыва.

## Биография
Родился в селе Саксагань, Пятихатский район, Днепропетровской области, в семье водителя; родители работали в колхозе. С третьего класса летом помогал родителям в колхозе.
В 1987—1991 годах учился в Днепропетровском высшем зенитно-ракетном командном училище противовоздушной обороны по специальности инженер по эксплуатации радиотехнических средств. Службу проходил на Камчатке, а затем в Калининграде.
С 1992 года — командир взвода; с марта 1993 года — командир путевой роты в железнодорожных войсках Вооружённых сил Украины. В 1997 году произведён в звание майора.
С 1997 года — заместитель командира воинской части в Харькове, позже — заместитель начальника штаба, помощник начальника штаба.
В 2003 году оставил службу в Вооружённых силах Украины по собственному желанию в звании майора и занялся коммерческой деятельностью.
С 2017 года является почётным президентом и владельцем футбольного клуба «Днепр-1»

## Общественная и политическая деятельность
Во время Оранжевой революции основал и был комендантом протестного палаточного городка в Днепропетровске, а также был председателем Днепропетровской областной организации Конгресса украинских националистов.

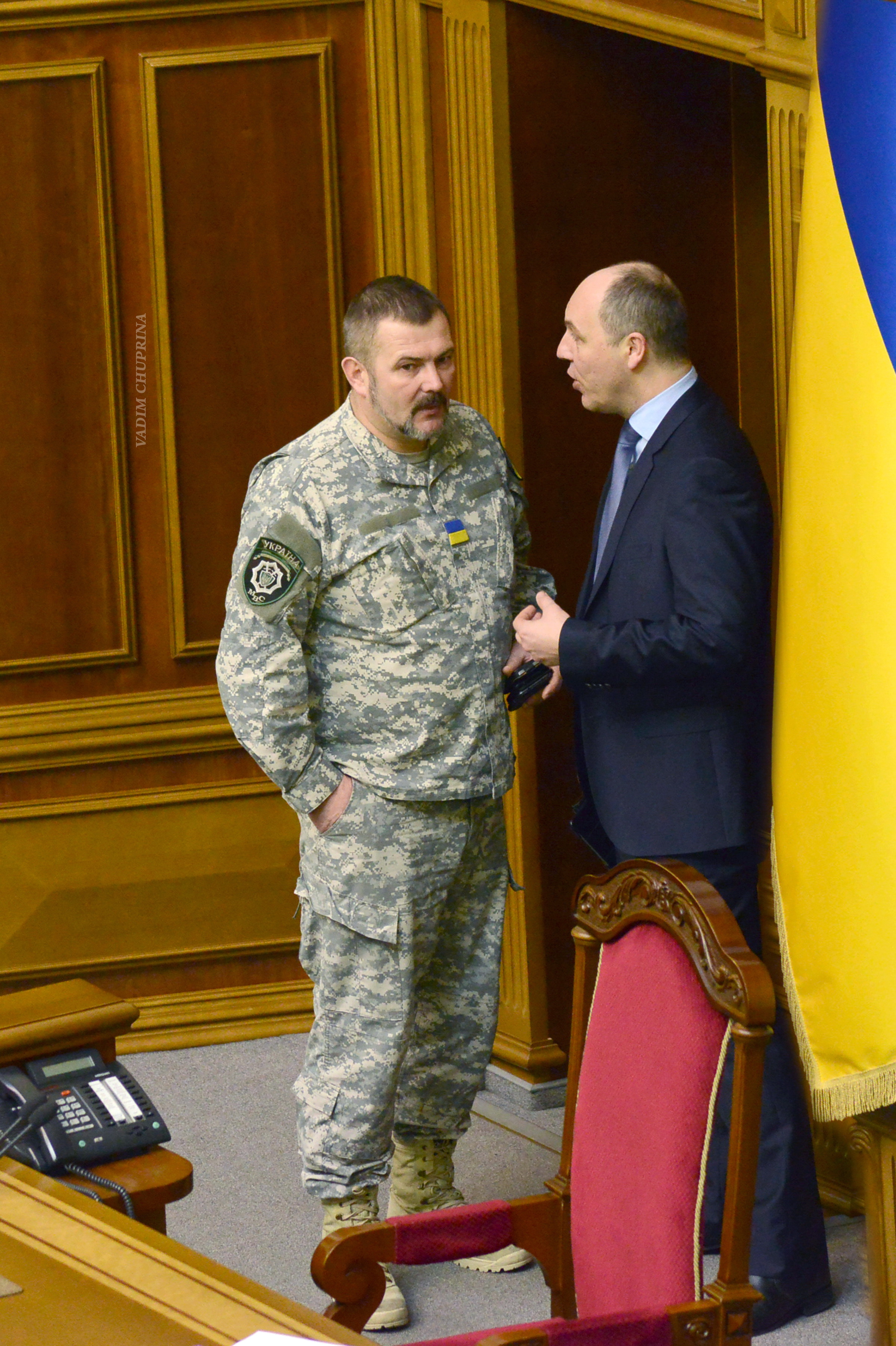
Юрий Береза и Андрей Парубий в Верховной раде, 2015 год

Во время Евромайдана принимал участие в протестах под Днепропетровской облгосадминистрацией. После акций протеста у здания облгосадминистрации стал сначала комендантом, а позже — руководителем штаба национальной защиты в Днепропетровской области. Стал одним из инициаторов создания полка Национальной защиты в Днепропетровской области, а затем его командиром.
На базе полка национальной защиты Днепропетровской области в апреле 2014 года сформировал добровольческое подразделение патрульной службы милиции особого назначения — батальон «Днепр-1». В сентябре на базе батальона «Днепр-1» был создан полк.
18 апреля 2014 года стал внештатным помощником олигарха и главы администрации Днепропетровской области Игоря Коломойского. За полтора месяца до того Береза, в качестве представителя штаба Национальной защиты, торжественно вручил Коломойскому ключи от здания облгосадминистрации.
27 ноября 2014 года стал народным депутатом Украины VIII созыва. В парламенте стал заместителем председателя депутатской фракции политической партии «Народный фронт». Также Береза — председатель подкомитета по вопросам военной безопасности и обороны Комитета по вопросам национальной безопасности и обороны. По версии журналистов, в Верховной раде Береза входит в неформальную группу влияния Коломойского.
Член Военного совета политической партии «Народный фронт».
В январе 2015 года, в ходе очередной волны мобилизации, депутат Береза выступил с инициативой возможности «откупиться» от призыва. Он предложил желающим заплатить 300 тыс. гривен в казну государства — сумму, равноценную зарплате контрактника за пять лет.

### Иловайский котёл
В августе 2014 года Береза в качестве командира полка спецназначения «Днепр-1» принимал участие в боевых действиях под Иловайском. По утверждениям как бывших сослуживцев (в частности, командира 5-й роты полка «Днепр-1» Владимира Шилова), так и бывших на месте военных корреспондентов (Дениса Воробьёва из «Эспрессо TV»), Юрий Береза в момент обстрела скрылся в лесополосе, а позже бежал с поля боя, оставив в котле личное оружие, опознавательные знаки и своих подчинённых.
Виновными в поражении под Иловайском Юрий Береза назвал генералов, ответственных за секторы «Б» и «Д», в том числе Петра Литвина, брата бывшего председателя Верховной рады Украины Владимира Литвина. Главный военный прокурор Украины Анатолий Матиос в феврале 2015 года заявил, что Береза отказывается давать прокуратуре показания по событиям под Иловайском.

### Уголовные дела
В 2011 году в отношении Юрия Березы, который работал в Днепропетровске директором «Инженерной защиты территории города», было возбуждено уголовное производство за причинение ущерба государству в размере 350 тыс. гривен. Береза внёс ложные данные в официальную документацию.
6 декабря 2014 года Следственный комитет Российской Федерации возбудил уголовное дело в отношении украинских депутатов Юрия Березы, Андрея Левуса и Игоря Мосийчука по ст. 205.2 УК РФ (публичные призывы к осуществлению террористической деятельности или публичное оправдание терроризма), которые оправдывали нападение боевиков на Грозный, произошедшее 4 декабря, а также призвали совершать аналогичные преступления на территории России.

## Цитаты
На заседании Верховной рады 17 мая 2017 года, Юрий Береза назвал члена Оппозиционного блока Нестора Шуфрича агентом ФСБ, и добавил:
Послушайте, пятая колонна, собирайте вещи и езжайте к холере, езжайте в Москву, смотрите «ВКонтакте», соберите все ленты георгиевские, засуньте себе в жопу, подожгите и выпрыгните с девятого этажа. Ваши коллеги уже так делали.
Он также заявил о своей готовности расстреливать людей за демонстрацию георгиевских (гвардейских) лент:
Цирк имени Советского Союза, который тут сидит, выступает и говорит про какие-то святые вещи для них, при этом машет этой проклятой, проклятой георгиевской ленточкой, которая была учреждена после уничтожения Запорожской Сечи. Мне не просто становится стыдно и страшно, мне хочется взять пулемёт и всё-таки положить всю это сволочь.
В случае угрозы реванша оппозиции обещал организовать «ночь длинных ножей»:
«Как только я почувствую, что мы теряем Украину, действия будут… у меня есть план „Б“. Гражданской войны не будет. Реванша не будет. Будет „ночь длинных ножей“ и всё»
В 2015 году пообещал сжечь крымчан при «освобождении» полуострова:
«Мы применим оружие, и вы нас никак не убедите в том, что мы будем освобождать Крым как-то культурно. Нужно будет — сожжём всех»
В 2014 году Береза обещал перенести боевые действия на территорию Российской Федерации, и начать устраивать там террористическую деятельность:
«Нам нужно вооружать мужское население Украины. Нам нужно готовиться к войне <…> Мы уже не будем такими статистами. Мы готовы сейчас идти не просто останавливать, а идти вперед и входить в Российскую Федерацию. Входить в РФ разведотрядами, диверсионными группами… подрывать на территории РФ…»

## Скандалы
На фестивале «Бандерштат» в Луцке Береза призвал создать концлагеря для сторонников «русского мира» на Украине. Политик предложил отправлять людей с антиукраинскими взглядами «шить вещи для украинской армии на срок полгода», после чего специальная комиссия будет проверять степень их «перевоспитания».
В феврале 2015 года делегация, состоящая из членов украинского парламента (Анатолий Пинчук, Андрей Тетерук, Семен Семенченко, Андрей Семидидько, Борис Бойко, Сергей Михайленко, Рафаэль Люкманов, Игорь Лепша и Анатолий Дробаха), в которую входил Юрий Береза и профессора Джорджтаунского университета предоставила офису американского сенатора-республиканца от штата Оклахома Джеймса Инхофа фальшивые фотографии, призванные доказать присутствие российских войск на Донбассе. Несколько фотографий, призванных доказать присутствие российской армии на востоке Украины, были опубликованы изданием The Washington Free Beacon во вторник.Вскоре выяснилось, что некоторые из них - фотографии других конфликтов, часть из них - конфликтов, произошедших годами ранее.

В конце 2015 года представители шахты «Краснолиманская» (Красный Лиман, Донецкая область) обратились в милицию в связи с тем, что Юрий Береза навязывал предприятию «охрану» за 5 млн гривен. В интернете появилась аудиозапись разговора Березы с гендиректором шахты Константином Киселёвым. Народный депутат заявил:
«Мы можем вернуться к тому, что я вам назначу цену охраны шахты. Она будет стоит 5 млн. Всё остальное будете платить разово. Я просто говорю, как оно будет».
В 2016 году руководители сельхозпредприятия «Добробут» (Софиевский район Днепропетровской области) обратились в Генпрокуратуру, МВД и НАБУ с требованием принять меры в связи с рейдерским захватом их земли народным депутатом Юрием Березой и подконтрольными ему участниками полка спецназначения «Днепр-1». В своём обращении потерпевшая сторона отметила, что впервые захват полей произошёл ещё осенью 2014 года. Весной 2015 года бойцы «Днепра-1» вновь захватили земли, а также вывезли со складов весь урожай. Впоследствии подчинённые Березы не пропускали сельхозтехнику для работ. В результате убытки «Добробута» превысили 600 тыс. гривен.
В январе 2017 года Юрий Береза (не имеющий даже звания кандидата наук) стал «членом-корреспондентом» «фейковой» и непризнанной научным сообществом «Украинской Академии Наук», которая не имеет никакого отношения к Академии Наук Украины.
8 июня 2018 года Юрий Береза подрался на заседании Верховной рады с Александром Долженковым от «Оппозиционного блока». Инцидент возник после того, как Евгений Мураев назвал террористом осуждённого в России по соответствующей статье кинорежиссёра Олега Сенцова. Заместитель председателя украинского парламента Ирина Геращенко отметила, что Мураев избрался в Раду от Оппоблока, и Долженков с места стал опровергать эту информацию. После этого Береза со словами «Что ты лаешь?» набросился на Долженкова.
20 декабря 2018 года после принятия Верховной радой законопроекта о переименовании Украинской православной церкви (Московского патриархата) Юрий Береза устроил драку возле парламентской трибуны с депутатом Нестором Шуфричем. Это случилось сразу после того, как Шуфрич сорвал с трибуны плакат с надписью «Агента Путина Медведчука — под суд». В потасовке приняли участие два десятка народных депутатов.
1 ноября 2018 года был включен в список украинских физических лиц, против которых российским правительством введены санкции.

## Награды
- Орден Богдана Хмельницкого III степени (29 сентября 2014) — За личное мужество и героизм, проявленные в защите государственного суверенитета и территориальной целостности Украины[55]
- Наградное оружие — пистолет-пулемёт «Форт-224» (9 февраля 2015)[56].
- Медаль 25 лет независимости Украины (19 августа 2016)[57]

## Личная жизнь
Юрий Береза женат, имеет двоих детей — сына Максима и дочь Екатерину.
После убийства Бориса Немцова ряд СМИ назвал свидетельницу преступления киевлянку Анну Дурицкую бывшей любовницей Юрия Березы. Сам депутат отверг эти предположения.

## Доходы
Семье Юрия Березы принадлежат шесть земельных участков в Пятихатском районе Днепропетровской области, квартира в областном центре (площадью 71,1 м²), автомобиль Toyota Land Cruiser (стоимостью в 200 тыс. долларов, подарен в 2014 году). В собственности супруги Татьяны — квартира, дом, недостроенные ангар и конюшня, автомобиль Daewoo Lanos. За 2015 год доходы депутата составили 79 тыс. гривен, супруга Елена получила в подарок 100 тыс. гривен, а дочь Екатерина — подарок в 265 тыс. гривен.